# Mineral City
Mineral City és una població dels Estats Units a l'estat d'Ohio. Segons el cens del 2000 tenia 841 habitants.

## Demografia
Segons el cens del 2000, Mineral City tenia 841 habitants, 306 habitatges, i 235 famílies. La densitat de població era de 400,9 habitants per km².
Dels 306 habitatges en un 37,9% hi vivien nens de menys de 18 anys, en un 58,2% hi vivien parelles casades, en un 14,7% dones solteres, i en un 23,2% no eren unitats familiars. En el 18,3% dels habitatges hi vivien persones soles el 7,2% de les quals corresponia a persones de 65 anys o més que vivien soles. El nombre mitjà de persones vivint en cada habitatge era de 2,75 i el nombre mitjà de persones que vivien en cada família era de 3,12.
Per edats la població es repartia de la següent manera: un 30% tenia menys de 18 anys, un 8% entre 18 i 24, un 30,8% entre 25 i 44, un 22,1% de 45 a 60 i un 9,2% 65 anys o més.
L'edat mediana era de 34 anys. Per cada 100 dones de 18 o més anys hi havia 96,3 homes.
La renda mediana per habitatge era de 35.526 $ i la renda mediana per família de 38.375 $. Els homes tenien una renda mediana de 28.958 $ mentre que les dones 20.357 $. La renda per capita de la població era de 13.498 $. Aproximadament el 7,6% de les famílies i el 8,9% de la població estaven per davall del llindar de pobresa.

## Poblacions més properes
El següent diagrama mostra les poblacions més properes.